# Zanna Bianca e il grande Kid
Zanna Bianca e il grande Kid è un film italiano del 1977 diretto da Vito Bruschini.

## Trama
In un paesino del far west il potente Mr. Morgan detta legge, soggiogando gli abitanti del villaggio, capace di zittire chiunque con i suoi banditi senza scrupoli. Il piccolo Kid, insieme all'intelligentissimo cane lupo Zanna Bianca, si impegna a far smettere di bere Franky, fratello alcolizzato di Jesse James, per poi convincerlo a combattere la gang di Morgan.